# Agrotacris
Agrotacris is een geslacht van rechtvleugeligen uit de familie veldsprinkhanen (Acrididae). De wetenschappelijke naam van dit geslacht is voor het eerst geldig gepubliceerd in 1979 door Descamps.

## Soorten
Het geslacht Agrotacris omvat de volgende soorten:
- Agrotacris corticolor Descamps, 1979
- Agrotacris laevis Amédégnato, 1985
- Agrotacris madeirensis Amédégnato, 1985
- Agrotacris napoensis Amédégnato, 1985
- Agrotacris nubilosa Descamps, 1979
- Agrotacris witotae Amédégnato, 1985